# Exame complementar de diagnóstico

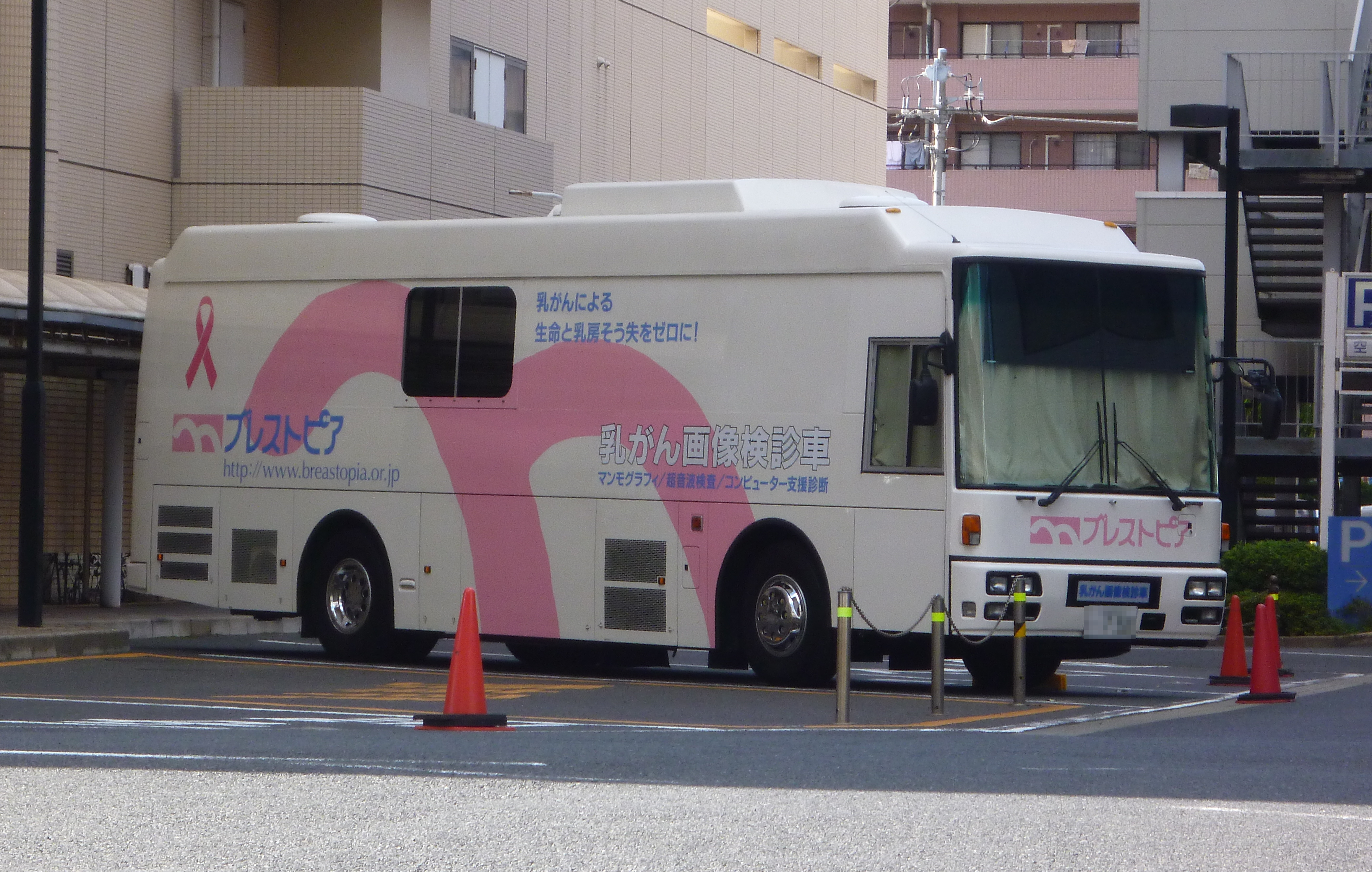
"Mammo Bus": unidade móvel de saúde japonesa equipada com equipamentos de mamografia e ultrassom.

Nas ciências da saúde, são denominados exames complementar de diagnóstico aqueles exames (laboratoriais, de imagem, etc) que complementam aos dados da anamnese e do exame físico para a confirmação das hipóteses diagnósticas e tratamento. São normalmente solicitados por diversos profissionais da área da saúde (médicos, cirurgiões-dentistas, fisioterapeutas, fonoaudiólogos, educadores físicos, nutricionistas, etc) e normalmente realizado por terceiros (médico patologista clínico, técnico em radiologia, etc).
Exemplos comuns incluem a radiografia, tomografia axial computadorizada, ressonância magnética, exames laboratoriais etc.